# Latin pop
Latin pop is een subgenre van popmuziek uit Latijns-Amerika en van popmuziek uit andere regio's die vermengd is met Latijns-Amerikaanse muziek.
De vermenging van Latijns-Amerikaanse muziekgenres met popmuziek kwam vooral op in de jaren vijftig van de twintigste eeuw. Ritchie Valens, ook wel de voorvader van de muziekstijl chicanorock genoemd, vermengde in die jaren Latijns-Amerikaanse muziek met rockmuziek uit Noord-Amerika en Europa. In de decennia erna bleef deze trend zich voortzetten, met nieuwe stijlen als norteño en tejano (tex-mex) en artiesten als Selena Quintanilla. De muziekstijl groeide in de jaren tachtig en negentig uit tot de populairste muziekstijl uit Latijns-Amerika.
Kenmerkend voor de plek die de latin pop inmiddels in de Verenigde Staten heeft verworven, is de keuze van de Spaanse Enrique Iglesias, de zoon van de in Europa populaire Julio Iglesias, om zijn debuut te maken bij het Mexicaanse label Fonovisa Records. Intussen heeft hij een grote populariteit ontwikkeld op het gehele Amerikaanse continent. Zijn Bailamos werd in 1999 een van de bestverkopende singles ter wereld. Een ander bekend popidool uit dit genre is Shakira die eveneens wist door te breken in zowel de Spaanstalige als Engelstalige wereld.